# Caio Carmínio Galo
Caio Carmínio Galo (em latim: Gaius Carminius Gallus) foi um senador romano nomeado cônsul sufecto em algum momento no segundo semestre de 120 com Caio Atílio Serrano. Ele pode ter sido filho tanto de Lúcio Carmínio Lusitânico, cônsul sufecto em 81, quanto de Sexto Carmínio Veto, cônsul sufecto em 83. Entre 98 e 99, Galo serviu como legado do procônsul da Ásia, Cneu Pedânio Fusco Salinador.